# Einar Olsson (riksspelman)
Olov Einar Hildebrand Olsson, född 24 augusti 1900 i Lillkyrka församling, Örebro län, död 19 september 1994 i Lillkyrka-Ödeby församling, Örebro län, var en riksspelman.

## Biografi
Einar började spela som tioåring och lärde fiolspel av sin far, Erik Leander Olsson. 
Einar Olsson deltog i många spelmanstävlingar och var även anställd som spelman på Skansen i Stockholm. Han var en av initiativtagarna till Örebro Läns Folkmusikförbund. Olsson är representerad i folkmusikverket Svenska låtar med 117 låtar. De låtar som Olsson komponerat själv visar tydlig påverkan från den hälsingska polskemusiken.
Einar Olsson och sonen Arne Olsson genomförde ett insamlingsarbete under 1950-talet där de båda åkte runt i Glanshammarsbygden och spelade in låtar och visor med dåtidens gamla spelmän och vissångare.